# アウトストラーダ A2
アウトストラーダ A2(アウトストラーダ・デル・メディテッラーネオ(地中海のアウトストラーダ)とも呼ばれる)は、欧州自動車道路E45号線、E90号線、E841号線の一部であり、総延長442.2キロメートル(以下 km と表記する)、アウトストラーダ A3、ラッコルド・アウトストラダーレ 2と接続し、コゼンツァ、ヴィボ・ヴァレンツィアを経由しサレルノとレッジョ・カラブリアを接続するイタリアのアウトストラーダである。

## 道路名の変更
現在の道路名は、2017年6月13日の省令(2017年7月3日の官報153号)により2017年6月13日に有効になった。道路名の変更は、近代化工事の終了に続いて決定された。
以前は、フィシャーノ(アウトストラーダ A3とのジャンクション)からサレルノ(当時のA2 dir(現在のA3)とのジャンクション)までの区間は、ラッコルド・アウトストラダーレ 2の一部として分類されており、一方、残りのサレルノからレッジョ・カラブリアまでの区間は、アウトストラーダ A3として分類されていた。
1962年から1988年の間は、アウトストラーダ A2は、ローマとナポリを結ぶ路線を指しており、この区間は現在はA1の一部に含まれる。

## 歴史
1960年代初頭にイタリア政府はカラブリアをイタリアの他の地域と接続する1本のアウトストラーダの建設の予算を決定した。カラブリアは、その険しい地形により簡単に往来できなかったため、当時は「半島上の島」とか「3番目の島」と言われていた。しかし、アウトストラーダ A1とはことなり、サレルノ-レッジョ・カラブリアの建設は、民間資金に頼ることができず、国が工費全額を担わねばならなかった。。1961年7月24日に法令729号(いわゆるザッカニーニ法案)が承認された。これは新たな道路とアウトストラーダの建設計画を決定するものであり、サレルノ-レッジョ・カラブリアの建設と運用管理をANASに任命し、工事の推定初期費用1800憶リラの融資を受けることを承認した。
1962年1月21日に、レッジョ・カラブリアのモンテヴェルジーネで、当時の首相アミントレ・ファンファーニの出席のもと、工事が着工された。彼は定礎式で、この道路は3年以内に完成するだろうと述べ、次のように書かれた石を置いた。
1967年に、サレルノとラゴネグロの区間が開通し運用開始され、翌年コゼンツァまで、1969年にはジョイア・タウロまで延伸した。1972年にラゴネグロ近くで地すべりがあり、タッジーネ高架橋とシリーノ高架橋が損傷した。これによりアウトストラーダが一部閉鎖され、迂回路が造られた。1974年に、レッジョ・カラブリアまで延伸した。
このアウトストラーダは、幅員が制限された片側2車線であり、緊急車線はなく、距離の離れた緊急退避所のみがあった。
最終的にかかった費用は3680憶リラだった。

### 近代化工事 (1997-2016)
1960年代から70年代の南部の急激なモータリゼーションにより、サレルノ-レッジョ・カラブリアのインフラの不十分さがまもなく露見した。危険なカーブと車線幅員の狭さ(幅3.5メートル(以下 m と表記する))により、当時は多くの事故と渋滞が発生した。
サレルノ-レッジョ・カラブリアへの介入の実質的な計画を議題にした最初の政府は、1987年に1000億リラを割り当てた2期目のクラクシ政権だった。
続く数年には、段階的な上下線分離化の工事を含む近代化と拡幅の計画が続いた。サレルノ・フラッテとシチニャーノ・デッリ・アルブルニの間の経路は片側3車線および、緊急車線に近代化された。工事の重要性と関係する地域の特性から、この近代化工事には、関連する契約にンドランゲタが介入し 、法執行機関による工事現場立ち入りなどの調査が入った。
実際の近代化工事は、1997年に少数の小ロットの入札が行われ、2001年12月21日の客観法443号の承認とANASによるアウトストラーダ建設の再設計により進みだした。技術的な困難、請負業者の財政危機、工事へのマフィアの介入により、費用と工期が大幅に増加し、近代化工事の遅延や中断を発生させ、関係地域に多大な不便が生じた。
近代化は、単に古い道路の拡幅というだけでなく、一定の交通量を確保しながら以前の道路を徐々に取り壊して新しい道路を建設することであった 。そのため、しばしば片側交互通行が継続した。新しく造られた道路(既存の道路の変更もしくは別経路に新規建造)は、従来の道路からかなり改善を加えられている。より直線的にされ、勾配もカーブも緩やかにされている。サレルノ・フラッテからシチニャーノの約52 kmの区間は、3車線および、緊急車線を備えた上下線分離であり、それ以外の近代化区間は、2車線および、緊急車線を備えた上下線分離である。ただし、フォッシーノトンネルの北側からライーノ・ボルゴ出入口までの約5 kmの区間は、緊急車線はなく、右側の路肩は舗装された状態で拡幅されている。さらに、技術的および経済的困難のために、限られた長さのいくつかの高架橋およびトンネルは、安全基準が高くなっているにもかかわらず、既存道路を拡幅することなく近代化された。
2016年7月26日に、カラブリアのライーノ・ボルゴとカンポテネーゼのイタリア高架橋を含む区間のロットの開通とともに、374.15 kmが完成し、残りの工事区間は68.77 kmとなった。
2016年12月22日に、ラリーアトンネルの開通とともに、道路拡幅を伴う近代化工事は完成した。近代化工事の開始から完成までに約20年かかった。
近代化工事が完了した区間は、以下の出入口の間である。
- サレルノ-アヴェッリーノ接続路との接続部 - モラーノ (2.335 km地点から185 km地点までの182.7 km、ただしモラーノ出入口部は含まない、チシニャーノまでの52 kmは3車線および、緊急車線の構成)
- シーバリ - コゼンツァ (210.5 km地点から261 km地点までの52.2 km、両端の出入口部を含む)
- アルティーリア - ピッツォ・カーラブロ (286 km地点から337.8 km地点までの51.8 km、両端の出入口部を含まない)
- サントノフリオ - カンポ・カーラブロ (348.6 km地点から433.75 km地点までの85.15 km、サントノフリオ出入口部は含み、カンポ・カーラブロ出入口部は含まない)

以下の出入口は2016年12月22日までに近代化された。
- モラーノ、カストロヴィッラリ、ロリアーノ、アルティーリア、ピッツォ、サントノフリオ、レッジョ・カラブリア・ガッリコ、レッジョ・カトーナ、ポルト・ディ・レッジョ、レッジョ・カラブリア環状線、国道106号イオニカ

約370 kmの道路の再建にはおよそ75憶ユーロ(1 kmあたり2000から2100万ユーロ)かかった。
2016年12月22日には、近代化されていない残りの区間は72.705 kmであった。
それらは以下の出入口の間の区間である。
- サレルノ・フラッテ - サレルノ-アヴェッリーノ接続路との接続部 (起点から2.335 km地点までの2.335 km、後日この区間は"A2 dir NA"に名称変更された)
- モラーノ・カーラブロ - フィルモ/シーバリ (185 km地点から207.5 km地点の22.5 km)
- コゼンツァ - アルティーリア (259.7 km地点から286 km地点までの26.3 km)
- アルティーリア - サン・マンゴ・ダクイーノ(南行きは292.1 km地点から293.9 km地点までの1.6 km、北行きは292.3 km地点から293.7 km地点までの1.4 km、トリビートトンネル[注釈 2]を含む短い区間が、アルティーリアとファレルナの区間のロット4Bの工事から除外された。新たなトンネルが掘削される予定だった山でオフィオライトの岩盤が発見されたためである。
- ピッツォ・カーラブロ - ヴィーヴォ・ヴァレンティア/サントノフリオ (337.8 km地点から348.6 km地点までの10.8 km)
- カンポ・カーラブロ - レッジョ・カラブリア (433.75 km地点から442.92 km地点までの9.17 km、ロット6の工事から除外され、後日"A2 dir RC"に名称変更された)

### メンテナンス計画 (2016-2017)
2016年5月にANASは運輸省と合意した”メンテナンス計画”を提示した。これは、近代化されていない3区間、モラーノ - フィルモ、コゼンツァ - アルティーリア、ピッツォ - ヴィボ・ヴァレンツィアの全部で59.6 km(時々誤って「最後の58 km」と言われていた)を進めるものである。ANASによれば、見積り費用10億ユーロのメンテナンス計画の選定は、他の区間に適用した再構築と比較して、工期の大幅短縮、環境および道路状態へのより少ない影響を含めて顕著な優位性をもつとされていた。提示された計画は具体的に以下である。
- ガードレールの安全性改善(自動二輪車に対応してH2タイプへの置き換え)
- 吸音・防音壁の必要な場所への設置
- 舗装の更新(新たなアスファルトと新たな路面表示)
- 気象観測ステーションと無線接続装置、可変メッセージ表示器、ビデオ監視カメラ、の設置
- 出入口の照明と出口手前の観光用標識の設置
- 橋及び高架橋の劣化部品の修復(補強と耐震基準への適合および防護ネットの設置)
- 道路標識のA2表示への置き換え
- トンネルの改良(LED照明、換気装置、その他の安全部品の設置)

さらに、コゼンツァとアルティーリアの区間で、新しい南行き車道(レッジョ・カラブリア方面)の建設が検討されている。そして、現在の両方の車道を北行きに割り当て、登坂車線を追加する計画である。

### 現在の状況
2016年12月22日に、A3 サレルノ - レッジョ・カラブリアの大規模近代化工事の完了式典の時に、この道路は、アウトストラーダ A1としてミラノから始まる南北の道路の自然な続きとして、A2 アウトストラーダ・デル・メディテッラーネオに改名され、新たな始点はフィシャーノとすることが発表された。また、シチリアとの主要接続部であること、および欧州自動車道路E45号線の経路と整合をとり、ヴィッラ・サン・ジョヴァンニを終点とした。サレルノ・チェントロとサレルノ・フラッテの間の最初の2.355 km区間は”A2 dir NA”と命名され、ヴィッラ・サン・ジョヴァンニからレッジョ・カラブリアまでの最後の9.17 km区間は”A2 dir RC”と命名された。これらの区間は再建工事の対象外とされた。さらに、ANASはA2をこの地域の観光客を増やすための道路として売り出した。道路名称の変更とともに、A2経路の観光振興キャンペーンが2017年前半から始まり、2018年も続けられた。ANASは出口近くに新しい観光標識を設置しオーバーパス特定標識の交換を実施した。これは、A3 ナポリ - サレルノ部分も対象にされた。距離標と一般的な標識は、A2に変更された。この近代化工事により、サレルノ - アヴェッリーノ接続路との接続部(元の2.335 km地点)とカンポ・カーラブロ出入口(元の433.75 km地点)の間は約7.5 km短縮され、旧ラッコルド・アウトストラダーレ2の8.035 kmを含めて旧A3の前述の区間の距離は432.2 kmとなった。起点と終点に変更があったものの、方面標識上には、北行きはサレルノ方面、南行きはレッジョ・カラブリア方面、という表現が残っている。

## 経路概要
このアウトストラーダはANASが管理しており、全線無料である。大きく、フィシャーノからサレルノまでの区間とサレルノからレッジョ・カラブリアまでの区間にわけられる。

### フィシャーノ-サレルノ区間
この区間は延長が8.035 kmであり、このアウトストラーダの最初の区間である。
この道路の始点は、カゼルタに至るアウトストラーダ A30とアヴェッリーノに至るラッコルド・アウトストラダーレ2の接続部である。始点の直後に、フィシャーノ南出入口がある。ここは、北行きは出口のみ、南行きは入口のみである。そのまたすぐ後に、バロニッシ北-ランクージとバロニッシ南のふたつの出入口がある。また、この道路がRA2だった時に造られたサービスエリアがある。
少し進むと、フラッテに到着し、次のサレルノ-レッジョ・カラブリア区間に接続する。

### サレルノ-レッジョ・カラブリア区間

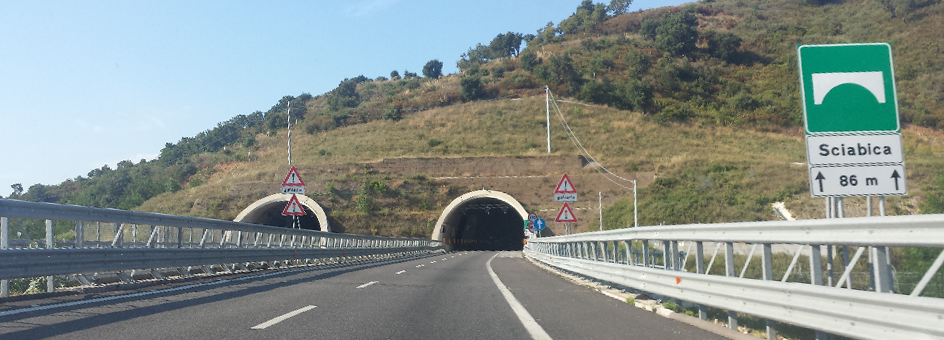
ノチェーラ・テリネーゼ近郊のアウトストラーダ A2

元A3サレルノ-レッジョ・カラブリアの元の経路延伸は442.92 kmである。サレルノ県、ポテンツァ県、コゼンツァ県、カタンツァーロ県、ヴィボ・ヴァレンツィア県、レッジョ・カラブリア県を通り、RA4を経由して国道106号につながっている。
山岳地帯を多く通るため、経路が曲がりくねったアウトストラーダである。この区間の50パーセントはルカニア・アペニン山脈とカラブリア・アペニン山脈を通っている。
トンネルが190、橋および高架橋が480ある。全行程約443 kmのうち、125 kmがトンネルであり、97 kmが橋および高架橋である。長さ1000 m以上のトンネルが35箇所あり、長さ300 m以上の橋・高架橋が70箇所ある。
この区間の始点はA3 ナポリ-サレルノからみちなりでつながって始まっており、フィシャーノ - サレルノ区間と合流する。
合流した後は、片側3車線および、緊急車線の構成であり、トンネルと高架橋をともない、ポンテカニャーノ(サレルノ環状線の終点)、バッティパーリア、エーボリ、カンパーニャ、コントゥルシ・テルメ、シチニャーノ・デッリ・アルブルニ(ポテンツァへの接続)、ポッラ、アーテナ・ルカーナ、サーラ・コンシリーナ、パドゥーラ、といった出入口を進む。
シチニャーノ・デッリ・アルブルニ出入口を過ぎると、片側2車線および、緊急車線の構成になる。このうちいくつかの近代化されていない区間には、緊急車線がない区間もある。そして、123.4 km地点のペンナローネI世高架橋の手前でバジリカータ州に入る。
バジリカータ州を通る短い区間のなかで、このアウトストラーダは、ルカニア・アペニン山脈国立公園とポッリーノ国立公園を通過する。
ラウリーア北出入口とラウリーア南出入口の間にセッラ・ロトンダトンネルがある。このトンネルは長さが3.8 kmあり、南イタリアでは最長のトンネルである。
このアウトストラーダはカラブリア州の主要幹線である。イオニア海側の幹線道路である国道106号イオニカ(E90号線)とも、横断道路を介して接続している。
主な横断道路は以下である。
- フィルモ/シーバリ/サラチェーナ出入口:国道534号(A2-シーバリ):至シーバリ平野
- レンデ/コゼンツァ北出入口:国道107号シラーナ・クロトネーゼ(パオラ-クロトーネ):至クロトーネ
- ラメツィア・テルメ/カタンツァーロ出入口:国道280号デイ・ドゥエ・マーリ(ラメツィア-カタンツァーロ):至カタンツァーロ
- ロザルノ出入口:国道682号イオニオ-ティッレーノ(ロザルノ-ジョイオーザ):至レッジョ・カラブリアのイオニア海側

フォッシーノトンネルを抜けるとカラブリア州に入る。ライーノ・ボルゴとライーノ・カステッロの間にイタリア高架橋がある。この高架橋は高さが260 mあり、イタリアでは最も高く、欧州では2番目に高い。
モルマンノ出入口を超え、カンポテネーゼ出入口を過ぎたところに、このアウトストラーダの標高最高地点(1016 m)がある(カンポテネーゼ峠)。
コゼンツァ出入口を過ぎて、アルティーリアに向けていくつかの山を越える。高度636 mのピアノ・ラーゴ峠を通過し、ロリアーノ出入口ののちアルティーリアに到達する。ここには、1970年代初頭に造られたまま、近代化されておらず、欧州規定に準拠していない不浸透性の道路がある。アルティーリアに到着すると近代化された区間が始まる。その部分はティレニア海に沿ってピッツォ・カーラブロまで走り、ヴィボ・ヴァレンツィア出入口から内陸に戻る。
続いて、ロザルノおよびジョイア・タウロ平原の沿岸部を通り、最後はバニャーラ・カーラブラ、シッラ、ヴィッラ・サン・ジョヴァンニ(ここからシチリア島へのフェリーがつながる)で終わる。そこからはA2 レッジョ・カラブリア分岐路としてレッジョ・カラブリアに向かい、レッジョ・カラブリア環状線に至る。

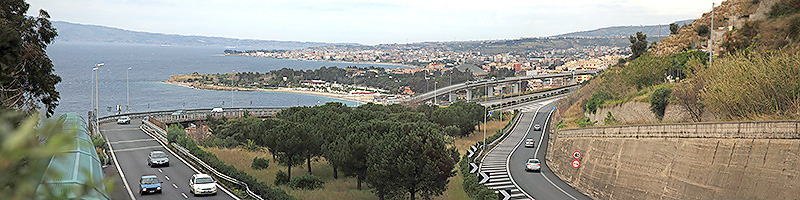
A2 レッジョ・カラブリア分岐路の終点(RA 4との接続部)(レッジョ・ディ・カラブリア)

## 高架橋

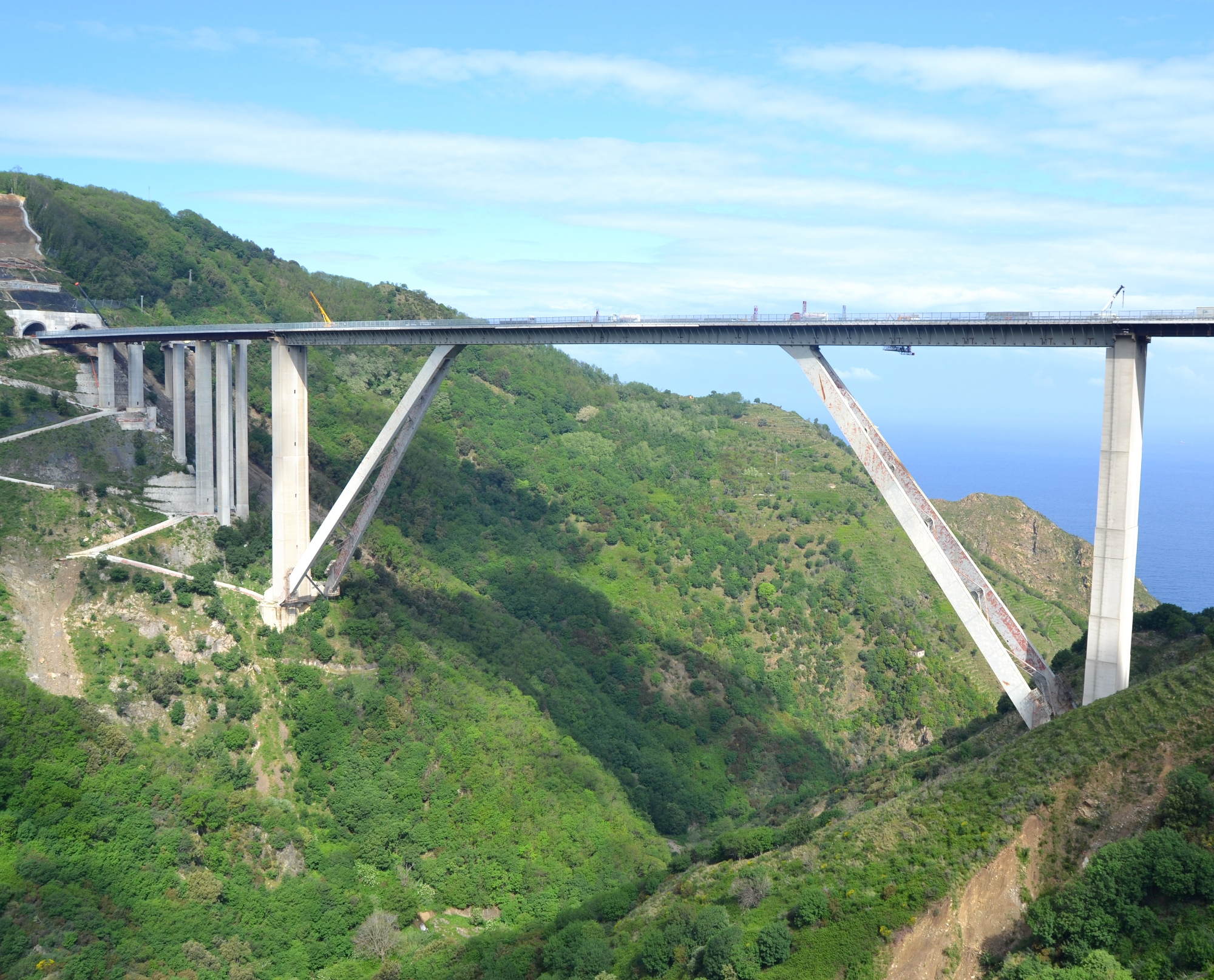
スファラッサ高架橋

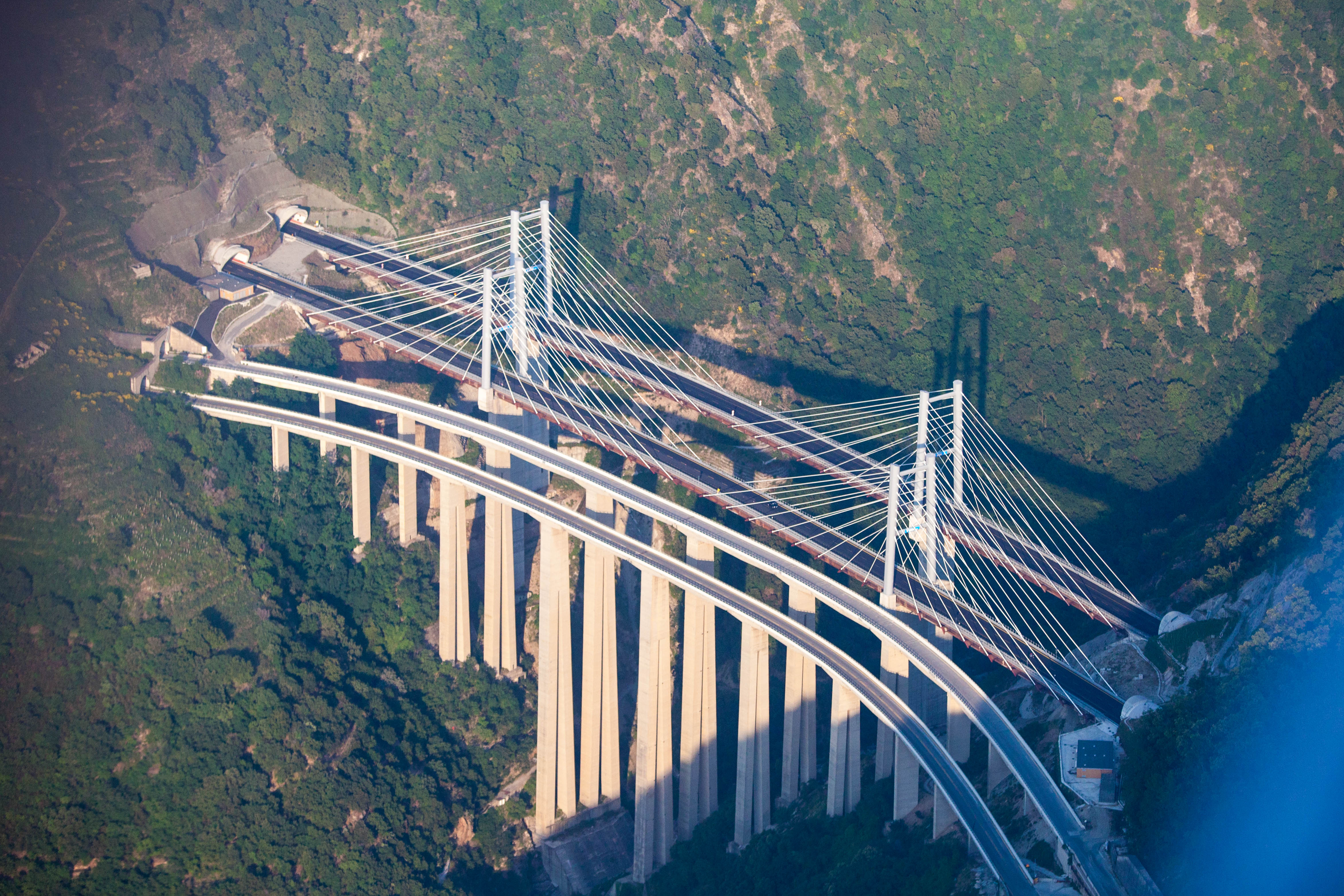
ファヴァッツィア高架橋

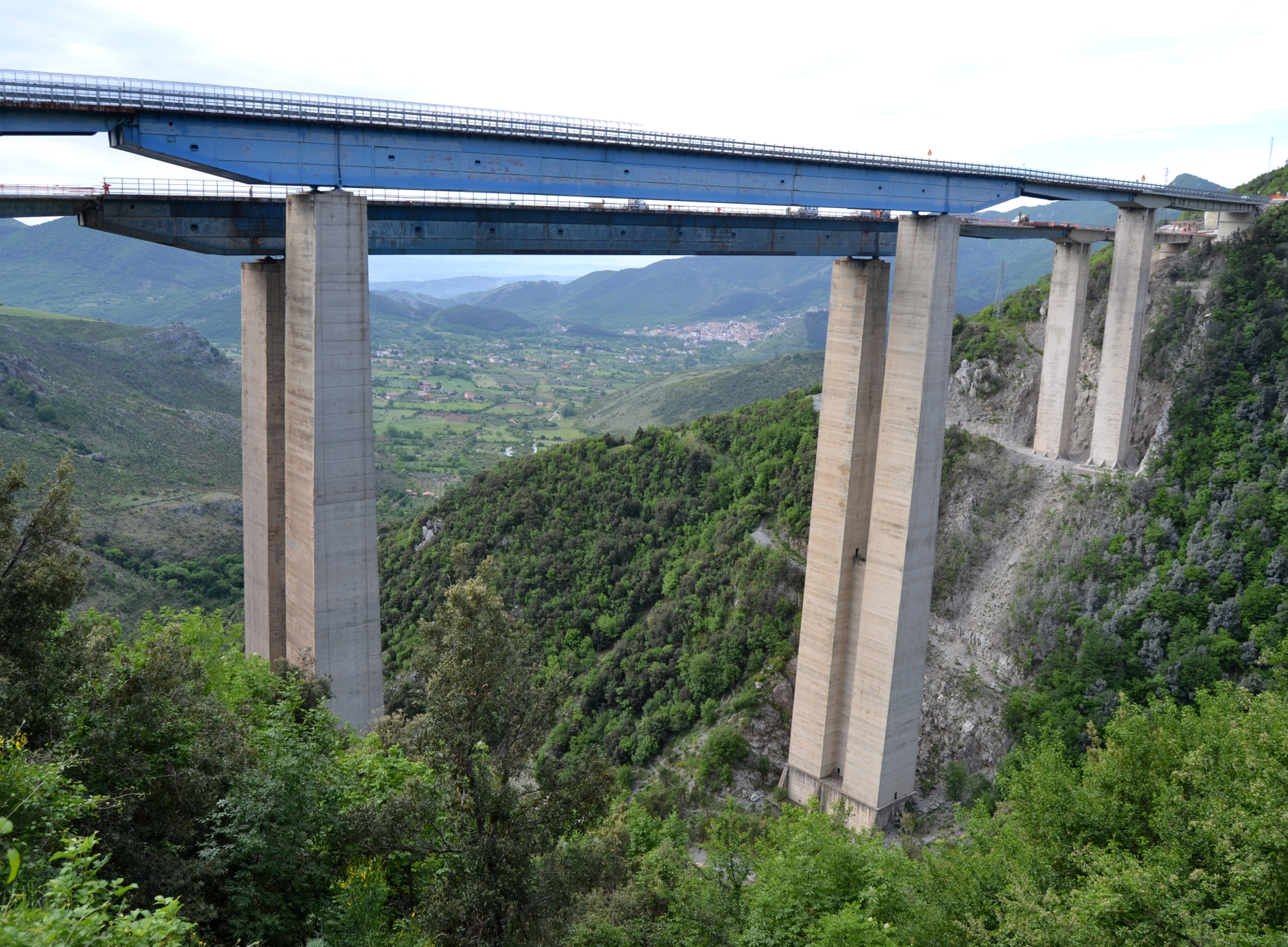
ラーゴ高架橋

起伏のある地形を通るアウトストラーダのため、多くの高架橋の建設を必要とした。そのいくつかは近代化工事で造り替えられている。

### カンパーニャ州部分の高架橋
サレルノ出入口の後のロット1区間に建設された高架橋は取り壊され、鋼・コンクリート複合構造の高架橋に置き換えられた。最初に建設された高架橋はコンクリート製で、いくつかの建設技術上の特徴があった。例えば、タナーグロ高架橋(長さ100 m、高さ30 m)は、不静定構造の放物線状コンクリートアーチ橋であったが、これも造り替えられている。垂直に造られた橋脚で支える構造が最も一般的な形状であった。古いロントラーノ高架橋(リッカルド・モランディ設計)がその一例である。

### カラブリア州部分の高架橋
このアウトストラーダは複雑で高さの変化も多い地形の上に建設された。ポッリーノ山脈とシーラ山脈(アスプロモンテはこのアウトストラーダの経路に隣接している)は、カンポテネーゼとピアーノ・ラーゴのふたつの峠を越えている。建設時には技術的な理由によりトンネルより高架橋の建設が好まれ、その結果、屈曲し、曲率半径が非常に小さい経路が造られた。後期のものは、鋼・コンクリート複合構造かつ高高度の大スパン高架橋の設計、および建設に関する土木工学の主要な取り組みの1つを表している。イタリア国内で著名な技術者も何人か参加していた。約10年前にA1で建設された大規模な高架橋の設計者もいた。その中には、シルヴァーノ・ゾルツィやファブリツィオ・デ・ミランダも含まれている。以下に著名な高架橋を示す。
- イタリア高架橋[注釈 6]: ラーオ川を超えるところに1967年から1973にかけて建設された。設計者であるファブリツィオ・デ・ミランダが、当時普及を目指していたコンクリートと鋼の両方を使いそれぞれの特長および相互作用を最大限に活用した設計を採用した。彼はこの作品により全国設計コンテストで優勝している。この作品は、長さ1,122 m、中央部は425 mの長い金属製の梁でできており、この梁の部分は更に175 mのスパンと両側のそれぞれ125 mのスパンにわかれる。谷底から路面までの高さは261 mである。この高架橋は2004年までは欧州で最も高い橋だった。この年に、フランスのミヨー橋(路面高さ271 m、支柱高さ343 m)がこの記録を超えた。谷の東側の橋脚高さは171 mあり、これは欧州で最も高い。現在でも供用されている橋としては世界で4番目である。
- スファラッサ高架橋[注釈 7]: この高架橋はバニャーラ・カーラブラにある。1967年にシルヴァーノ・ゾルツィにより、ミラノのIN-COスタジオでサバティーノ・プロカッチャとルチアーノ・ロナルドと共に設計され、1973年に完成した。この作品は、長さ893 m、中央の鋼製の梁のスパンは376 m、谷底から路面までの高さは253 mである[14] 。スファラッサ高架橋は、CECM(Convenzione Europea della Costruzione Metallica/欧州鋼構造協会連合協議会)[15]で1970年、1971年、1972年に受賞している。現在でも、突き出しアーチ橋としては世界一高い。一方、普通の道路用の橋としては、欧州で3番目、世界で7番目である。その技術的および歴史的価値のため、スファラッサ高架橋はシッラとジョイア・タウロ間のロットVの工事の間に取り壊されなかった唯一の橋である[16]。

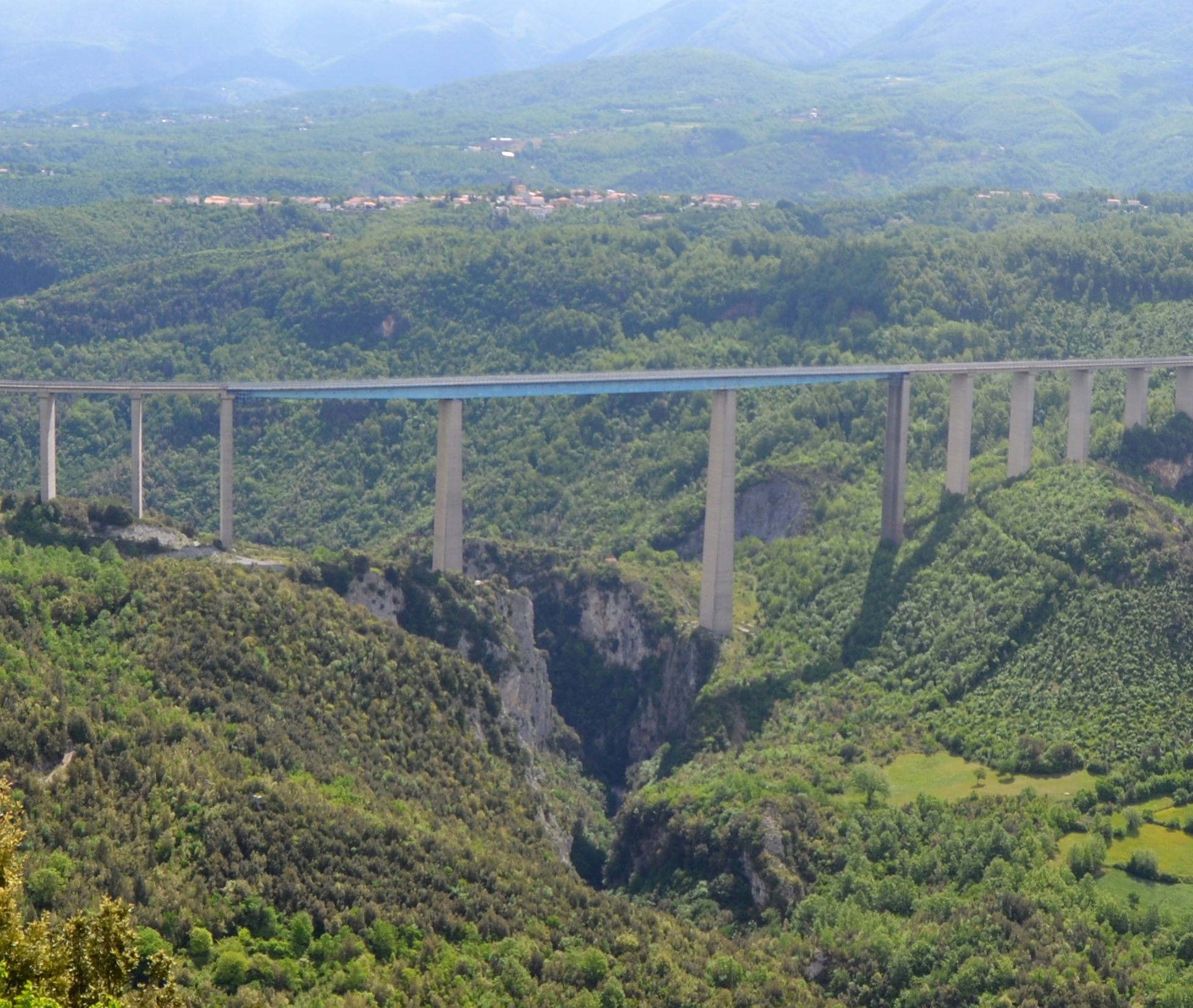
イタリア高架橋

- トッレンテ・ストゥピーノ高架橋[注釈 8]: カルパンツァーノにあり、長さ635 m、谷底からの高さ150 m、中央の支柱の高さは135 mで、長さ120 mの鉄筋コンクリートの中央のふたつの梁が特徴である。これらのスパンはカンチレバー工法で造られたものである。
- ラーゴ高架橋[注釈 9]: モラーノ・カーラブロにあり、長さ399 m、谷底からの高さ147 m、支柱高さは150 mである。長さ122 mの金属製の梁が特徴である。
- コシーレ高架橋[注釈 10]: カストロヴィッラリにあり、長さ637 m、谷底からの高さ140 m、支柱高さは140 mである。プレストレスト・コンクリートの梁が特徴である。
- セッラ高架橋[注釈 11]: ラゴネグロにあり、長さ231 m、谷底から路面まで125 m、支柱高さは90 mである。デッキは、支柱部では8.5 m、肩部では5 mと高さが変化する2枚の直交異方性板で構成されている。

このほかにも、ルカニアアペニン山脈、カラブリアアペニン山脈の部分には、設計者が採用した種々の建設技術を特徴とする高架橋がある。それらの大半は、このアウトストラーダの改修中に、3車線および、緊急車線の構造にするために幅員を11 mに広げられた新たな高架橋に建て替えられている。　

## 行程
| SALERNO - REGGIO CALABRIA Autostrada del Mediterraneo | |       |       |       |                |
| 種別                                                  | 方面 | ↓km↓  | ↑km↑  | 地域  | 欧州自動車道路 |
|                                                       | Avellino Caserta | 0.0   | 439.5 | SA    |                |
|                                                       | Fisciano Sud | 0.3   | 39.2  | SA    |                |
|                                                       | Lancusi-Baronissi Nord | 1.3   | 438.2 | SA    |                |
|                                                       | "Baronissi"サービスエリア | 2.3   | 437.2 | SA    |                |
|                                                       | Baronissi Sud | 3.8   | 435.7 | SA    |                |
|                                                       | Salerno Napoli Napoli - Salerno | 8.4   |       | SA    |                |
|                                                       | "Salerno"サービスエリア | 13.1  | 426.4 | SA    |                |
|                                                       | San Mango Piemonte | 13.8  | 425.7 | SA    |                |
|                                                       | Pontecagnano Tangenziale di Salerno | 18.7  | 420.8 | SA    |                |
|                                                       | Montecorvino Pugliano-Pontecagnano Sud Aeroporto di Salerno-Costa d'Amalfi                                                                | 23.7  | 415.8 | SA    |                |
|                                                       | Battipaglia | 28.7  | 410.8 | SA    |                |
|                                                       | Eboli | 35.9  | 403.6 | SA    |                |
|                                                       | Campagna | 42.1  | 397.4 | SA    |                |
|                                                       | "Campagna"サービスエリア | 48.6  | 390.9 | SA    |                |
|                                                       | Contursi Terme-Postiglione | 52.3  | 387.2 | SA    |                |
|                                                       | Sicignano-Potenza Basentana | 59.7  | 379.8 | SA    |                |
|                                                       | Petina | 70.6  | 368.9 | SA    |                |
|                                                       | Polla | 81.8  | 357.7 | SA    |                |
|                                                       | Atena Lucana di Fondovalle dell'Agri | 89.9  | 349.6 | SA    |                |
|                                                       | Sala Consilina | 94.4  | 345.1 | SA    |                |
|                                                       | "Sala Consilina"サービスエリア | 97.4  | 342.1 | SA    |                |
|                                                       | Padula - Buonabitacolo | 109.8 |       | SA    |                |
|                                                       | Lagonegro Nord Maratea Tortora Praia a Mare di Fondovalle del Noce                                                                        | 129.8 | 309.7 | PZ    |                |
|                                                       | Lagonegro Sud | 131.9 | 307.6 | PZ    |                |
|                                                       | Lauria Nord della Valle del Sinni | 144   |       | PZ    |                |
|                                                       | Lauria Sud Parco nazionale del Pollino | 151.3 | 288.2 | PZ    |                |
|                                                       | "Galdo-Lauria"サービスエリア | 152.4 |       | PZ    |                |
|                                                       | Laino Borgo | 159.4 | 280.1 | CS    |                |
|                                                       | Mormanno-Laino Castello | 169.6 | 269.9 | CS    |                |
|                                                       | Campotenese Parco nazionale del Pollino                                                                                                   | 180.4 | 259.1 | CS    |                |
|                                                       | "Rago"パーキングエリア | 186.8 |       | CS    |                |
|                                                       | Morano Calabro-Castrovillari Nord | 191   | 248.5 | CS    |                |
|                                                       | "Frascineto"サービスエリア | 199.4 | 240.1 | CS    |                |
|                                                       | Frascineto-Castrovillari | 200.3 | 239.2 | CS    |                |
|                                                       | "Salso"パーキングエリア | 209.2 | 229.4 | CS    |                |
|                                                       | Firmo-Sibari-Saracena di Cammarata e degli Stombi                                                                                         | 214.2 | 225.3 | CS    |                |
|                                                       | Altomonte | 220.5 | 219   | CS    |                |
|                                                       | "Grondo"パーキングエリア | 221.1 |       | CS    |                |
|                                                       | Tarsia Nord-Spezzano Terme | 226.5 | 213   | CS    |                |
|                                                       | Tarsia | 231.9 | 207.6 | CS    |                |
|                                                       | "Tarsia"サービスエリア | 232.4 | 207.1 | CS    |                |
|                                                       | Torano Castello-Bisignano | 240.7 | 198.8 | CS    |                |
|                                                       | "Buca del Duca"パーキングエリア | 242.2 |       | CS    |                |
|                                                       | "S. Marinella"パーキングエリア |       | 190   | CS    |                |
|                                                       | Montalto Uffugo-Rose | 250.7 | 188.8 | CS    |                |
|                                                       | Rende-Cosenza Nord Silana Crotonese Parco nazionale della Sila                                                                            | 259.3 | 180.2 | CS    |                |
|                                                       | "Cosenza"サービスエリア | 260.4 | 179.1 | CS    |                |
|                                                       | Cosenza | 265.2 | 174.3 | CS    |                |
|                                                       | Rogliano | 279.2 | 160.3 | CS    |                |
|                                                       | "Rogliano"サービスエリア | 281.4 | 158.1 | CS    |                |
|                                                       | Altilia-Grimaldi | 291.5 | 148   | CS    |                |
|                                                       | "Savuto"パーキングエリア |       | 143.6 | CS/CZ |                |
|                                                       | San Mango d'Aquino | 300.5 | 139   | CZ    |                |
|                                                       | "Dragona"パーキングエリア | 302.6 |       | CZ    |                |
|                                                       | Falerna | 310   | 129.5 | CZ    |                |
|                                                       | パーキングエリア |       | 120.6 | CZ    |                |
|                                                       | "Lamezia Terme"サービスエリア | 323.4 | 116.1 | CZ    |                |
|                                                       | Lamezia Terme-Catanzaro Aeroporto di Lamezia Terme dei Due Mari Tirrena Inferiore Jonica                                                  | 326.4 | 113.1 | CZ    |                |
|                                                       | Pizzo Calabro ex strada statale 522 di Tropea Tirrena Inferiore                                                                           | 344.7 | 94.8  | VV    |                |
|                                                       | "Pizzo Calabro"パーキングエリア | 347.8 |       | VV    |                |
|                                                       | "Pizzo Calabro"サービスエリア |       | 91.7  | VV    |                |
|                                                       | Sant'Onofrio - Vibo Valentia | 354.5 | 85    | VV    |                |
|                                                       | Vazzano Serra San Bruno | 362.6 | 76.9  | VV    |                |
|                                                       | Gerocarne - Soriano Calabro delle Serre Calabre                                                                                           | 365.3 | 74.2  | VV    |                |
|                                                       | Mileto | 375.7 | 63.8  | VV    |                |
|                                                       | Rosarno Porto di Gioia Tauro Jonio-Tirreno Parco nazionale dell'Aspromonte dir. Raccordo al Porto di Gioia Tauro Tirrena Inferiore Jonica | 388.9 | 50.6  | RC    |                |
|                                                       | "Rosarno"サービスエリア | 396.4 | 43.1  | RC    |                |
|                                                       | Gioia Tauro | 399.5 | 40    | RC    |                |
|                                                       | Palmi Costa Viola | 406.6 | 31.1  | RC    |                |
|                                                       | パーキングエリア |       | 29.8  | RC    |                |
|                                                       | Bagnara Calabra di Bagnara Calabra Tirrena Inferiore                                                                                      | 414   | 25.5  | RC    |                |
|                                                       | Scilla di Scilla Tirrena Inferiore Costa Viola                                                                                            | 429.3 | 10.2  | RC    |                |
|                                                       | Santa Trada | 433   | 6.5   | RC    |                |
|                                                       | "Villa San Giovanni"サービスエリア | 436   | 0.3   | RC    |                |
|                                                       | Villa San Giovanni Traghetti per Messina di Villa San Giovanni Tangenziale di Reggio Calabria Jonica                                      | 439.5 | 0.0   | RC    |                |
|                                                       | Diramazione Reggio Calabria | 439.5 | 0.0   |       |                |

## A2ナポリ分岐路
A2ナポリ分岐路は、フラッテのアウトストラーダ A2とサレルノ中央/アマルフィ海岸近くのアウトストラーダ A3を接続する、延長2.335 kmの高速分岐路である。
2017年6月13日までは、この分岐路はアウトストラーダ A3の一部であった。この分岐路を別の分岐路と区別するために、この区間はA2 dir NAという番号がつけられている。
| DIRAMAZIONE NAPOLI |                                                              |       |       |      |                |
| 種別               | 方面                                                         | ↓km↓  | ↑km↑  | 地域 | 欧州自動車道路 |
|                    | Salerno est Fratte Salerno-Reggio Calabria Tirrena Inferiore | 0.0   | 2.335 | SA   |                |
|                    | Salerno centro/Costiera Amalfitana Napoli-Salerno            | 2.335 | 0.0   | SA   |                |

## A2レッジョ・カラブリア分岐路
A2レッジョ・カラブリア分岐路は、ヴィッラ・サン・ジョヴァンニでA2から始まり、レッジョ・カラブリアのレッジョ・カラブリア環状線に接続するところで終わる、延長9.048 kmの高速分岐路である。
近代化工事の計画では、この部分はシッラからカンポ・カーラブロまでの10 kmの延伸のロット6の一部であったが、2007年に、交通往来の不便を回避するために、レッジョ・カラブリアの当時の市長ジュゼッペ・スコペッリーティにより除外された。2018年の夏に、経路の大部分の道路改修工事が開始された。当初は2019年12月までに完了の予定だったが、2021年前半に完了した。現在は全線開通しており、工事区間もない。制限速度は80 km毎時であるが、一部の危険なカーブ区間は70 km毎時に制限されている。
2017年6月13日まで、この分岐路はアウトストラーダ A3の一部であった。この分岐路を別の分岐路と区別するために、この区間はA2 dir RCという番号がつけられている。この接続路は独立した距離標を持っている。
| DIRAMAZIONE REGGIO CALABRIA |                                                                            |       |       |      |                |
| 種別                        | 方面                                                                       | ↓km↓  | ↑km↑  | 地域 | 欧州自動車道路 |
|                             | Salerno-Reggio Calabria                                                    | 0.0   | 9.048 | RC   |                |
|                             | Campo Calabro                                                              | 1.0   | 7.9   | RC   |                |
|                             | Catona - Arghillà                                                          | 2     | 7     | RC   |                |
|                             | Reggio Calabria Gallico Tirrena Inferiore ex strada statale delle Gambarie | 3     | 6     | RC   |                |
|                             | Reggio Calabria Porto Porto di Reggio Calabria Traghetti per Messina       | 7.6   | 1.4   | RC   |                |
|                             | Tangenziale di Reggio Calabria Jonica                                      | 8.5   | 0.5   | RC   |                |
|                             | Reggio Calabria Nord                                                       | 9.048 | 0.0   | RC   |                |